# Sylwia Bogacka
Sylwia Katarzyna Bogacka (Jelenia Góra, 3 ottobre 1981) è una tiratrice a segno polacca, vincitrice di una medaglia d'argento ai Giochi olimpici di Londra 2012.

## Palmarès

### Giochi olimpici
- 1 medaglia:
  - 1 argento (carabina 10 metri aria compressa a Londra 2012).

### Campionati mondiali
- 1 medaglia:
  - 1 argento (carabina 50 metri 3 posizioni a Zagabria 2006).